# Sake
Sake, napisan tudi saké (imenovan tudi japonsko riževo vino), je alkoholna pijača japonskega izvora, narejena s fermentacijo riža, ki je poliran, da odstranijo otrobe. Kljub imenu japonsko riževo vino se sake in pravzaprav vsako vzhodnoazijsko riževo vino (kot sta huangdžiu in čeongdžu) proizvaja s postopkom varjenja, ki je bolj podoben postopku pivovarstva, kjer se škrob pretvori v sladkorje, ki fermentirajo v alkohol, medtem ko se v vinu alkohol ne proizvaja s fermentacijo sladkorja, ki je naravno prisoten v sadju, običajno v grozdju.
Postopek varjenja sakeja se razlikuje od postopka za pivo, kjer pretvorba iz škroba v sladkor in nato iz sladkorja v alkohol poteka v dveh različnih korakih. Tako kot pri drugih riževih vinih se te pretvorbe pri kuhanju sakeja zgodijo sočasno. Vsebnost alkohola se razlikuje med sakejem, vinom in pivom; medtem ko večina piva vsebuje 3–9 % vol., vino na splošno vsebuje 9–16 % vol., nerazredčen sake pa vsebuje 18–20 % vol. (čeprav se to pogosto zniža na približno 15 % z redčenjem z vodo pred stekleničenjem).
V japonščini se znak sake (kandži: 酒, japonska izgovorjava: [sake]) lahko nanaša na katero koli alkoholno pijačo, medtem ko se pijača, ki se v slovenščini imenuje sake, običajno imenuje nihonšu (日本酒; pomeni »japonska alkoholna pijača«). V skladu z japonskimi zakoni o alkoholnih pijačah je sake označen z besedo seišu (清酒; »rafiniran alkohol«), sopomenko, ki se običajno ne uporablja v pogovoru.
Na Japonskem, kjer je sake nacionalna pijača, ga pogosto postrežejo s posebnim obredom, kjer ga nežno segrejejo v majhni lončeni ali porcelanasti steklenički in srkajo iz majhne porcelanaste skodelice, imenovane sakazuki. Tako kot pri vinu se priporočena temperatura za serviranje sakeja zelo razlikuje glede na vrsto.

## Zgodovina
Izvor sakeja ni jasen. Najzgodnejša omemba uporabe alkohola na Japonskem je zapisana v Knjigi Wei v Zapisih treh kraljestev. To kitajsko besedilo iz 3. stoletja govori o japonskem pitju in plesu. Alkoholne pijače (酒, sake) so večkrat omenjene v Kodžikiju, prvi pisni zgodovini Japonske, ki je bila sestavljena leta 712. Bamforth (2005) navaja verjeten izvor pravega sakeja (ki je narejen iz riža, vode in plesni kōdži (麹, Aspergillus oryzae)) v obdobju Nara (710–794). V obdobju Heian so sake uporabljali za verske obrede, dvorne praznike in igre s pitjem. Proizvodnja sakeja je bila dolgo časa vladni monopol, toda v 10. stoletju so templji in svetišča začeli variti sake in postali glavna središča proizvodnje za naslednjih 500 let. Dnevnik Tamon-in, ki so ga pisali opati templja Tamon-ina od 1478 do 1618, beleži številne podrobnosti o varjenju v templju. Dnevnik kaže, da sta bila pasterizacija in postopek dodajanja sestavin glavni fermentacijski drozgi v treh fazah do takrat uveljavljena praksa. V 16. stoletju je bila tehnika destilacije uvedena v okrožje Kjušu iz Rjukjuja. Začelo se je varjenje šōčūja, imenovanega Imo–sake, ki so ga prodajali na osrednji tržnici v Kjotu.
V 18. stoletju sta Engelbert Kaempfer  in Isaac Titsingh  objavila poročila, v katerih sta sake identificirala kot priljubljeno alkoholno pijačo na Japonskem; vendar je bil Titsingh prvi, ki je poskušal razložiti in opisati postopek varjenja sakeja. Delo obeh pisateljev je bilo v začetku 19. stoletja močno razširjeno po Evropi.
Med obnovo Meidži so bili napisani zakoni, ki so vsakomur z denarjem in znanjem dovoljevali gradnjo in upravljanje lastnih varilnic sakeja. Približno 30.000 jih je nastalo po državi v enem letu. Sčasoma je vlada uvedla vse večje davke na industrijo sakeja in število varilnic se je zmanjšalo na 8000.
Večino varilnic, ki so zrasle in preživele to obdobje, so ustanovili bogati posestniki. Lastniki zemljišč, ki so pridelovali riž, so imeli ob koncu sezone presežek riža. Namesto da bi te ostanke vrgli v smeti, so jih poslali v svoje varilnice. Najuspešnejše od teh družinskih varilnic delujejo še danes.
V 20. stoletju je tehnologija varjenja sakeja napredovala. Vlada je leta 1904 odprla raziskovalni inštitut za varjenje sakeja, leta 1907 pa je potekalo prvo državno tekmovanje v degustaciji sakeja. Izolirali so seve kvasovk, posebej izbrane zaradi njihovih lastnosti, prispeli so jekleni rezervoarji, prevlečeni z emajlom. Vlada je začela hvaliti uporabo emajliranih rezervoarjev kot enostavnih za čiščenje, trajnih za vedno in brez bakterijskih težav. (Vlada je menila, da so leseni sodi nehigienski zaradi potencialnih bakterij, ki živijo v lesu.) Čeprav je to res, je vlada želela tudi več denarja od davkov od varilnic, saj uporaba lesenih sodov pomeni izgubo znatne količine sakeja izhlapevanje (cca 3 %), ki bi sicer lahko bila obdavčena. To je bil konec dobe sakeja z lesenimi sodi in uporaba lesenih sodov je bila popolnoma odpravljena.
Na Japonskem je sake že dolgo obdavčen s strani nacionalne vlade. Leta 1898 je ta davek prinesel približno 5 milijonov ¥ od skupno približno 120 milijonov ¥, približno 4,6 % celotnega prihodka vlade od neposrednega davka.
Med rusko-japonsko vojno 1904–1905 je vlada prepovedala domače kuhanje sakeja. Takrat je sake predstavljal 30 % davčnih prihodkov Japonske. Ker je bil domači sake neobdavčen, je bila logika, da bi s prepovedjo domačega varjenja sakeja povečali prodajo in pobrali več davčnih prihodkov. To je bil konec domačega sakeja in zakon ostaja v veljavi še danes, čeprav prodaja sakeja zdaj prispeva le 2 % državnega prihodka.
Ko je druga svetovna vojna povzročila pomanjkanje riža, je bila industrija varjenja sakeja ovirana, saj je vlada odvračala uporabo riža za varjenje. Že v poznem 17. stoletju so odkrili, da se lahko sakeju pred stiskanjem dodajo majhne količine alkohola, da se iz trdne snovi riža pridobijo arome in okusi. Med vojno so majhnim količinam riževe kaše dodajali čisti alkohol in glukozo, kar je povečalo izkoristek za kar štirikrat. 75 % današnjega sakeja je narejenega s to tehniko. Bilo je nekaj varilnic, ki so izdelovale sake, ki sploh ni vseboval riža. Kakovost sakeja se je v tem času zelo razlikovala.
Po vojni so si varilnice počasi opomogle, kakovost sakeja pa se je postopoma povečevala. Novi igralci na sceni – pivo, vino in žgane pijače – so postali priljubljeni na Japonskem in v 1960-ih je poraba piva prvič presegla porabo sakeja. Poraba sakeja se je še naprej zmanjševala, medtem ko se je kakovost sakeja stalno izboljševala.
Danes je sake svetovna pijača z nekaj varilnicami na Kitajskem, v jugovzhodni Aziji, Južni Ameriki, Severni Ameriki in Avstraliji. Več se jih obrača tudi na starejše načine proizvodnje.
Medtem ko ostali po svetu morda pijejo več sakeja in se kakovost sakeja povečuje, proizvodnja sakeja na Japonskem od sredine 1970-ih upada. Upada tudi število varilnic sakeja. Medtem ko je bilo v fiskalnem letu 1975 po vsej državi 3229 pivovarn, je število leta 2007 padlo na 1845.

### Najstarejša varilnica sakeja
Najstarejša znana varilnica sakeja je iz 15. stoletja blizu območja, ki je bilo v lasti templja Tenrjū-dži, v Ukjō-kuju v Kjotu. Nerafiniran sake je bil iztisnjen v varilnici in tam je okoli 180 lukenj (širine 60 cm, globine 20 cm) za shranjevanje vrčev. Najdena je bila tudi vdolbina (1,8 metra široka, 1 meter globoka) za lonec za zbiranje kapljic stisnjenega sakeja in bizenske posode iz 14. stoletja. Ocenjuje se, da se je uporabljal do Oninske vojne (1467–1477). Sake so varili v Tenrjū-džiju v obdobju Muromači (1336–1573).

## Izdelava

### Riž
Riž, ki se uporablja za kuhanje sakeja, se imenuje sakamai (酒米) (さかまい - 'riž za sake') ali uradno šuzō kōtekimai ( 酒造好適米) (しゅぞうこうてきまい) ('primeren riž za kuhanje sakeja').
Na Japonskem je vsaj 80 vrst sake riža. Med njimi so priljubljeni riž Jamadanišiki, Gohjakumangoku, Mijamanišiki in Omači. Zrno je večje, močnejše (če je zrno majhno ali šibko, se bo zlomilo v procesu poliranja) in vsebuje manj beljakovin in lipidov kot navaden namizni riž. Sake riž se uporablja samo za pripravo sakeja, ker nekateri pravijo, da je neprimeren za uživanje.
Premium sake je večinoma narejen iz sake riža, nepremium sake pa je večinoma narejen iz namiznega riža. Po podatkih japonskega združenja proizvajalcev sakeja in sočuja vrhunski sake predstavlja 25 % celotne proizvodnje sakeja, nepremium sake (fucušu) pa 75 % proizvodnje sakeja. Leta 2008 je bilo za varjenje sakeja uporabljenih skupno 180.000 ton poliranega riža, od tega je riž sake predstavljal 44.000 ton (24 %), namizni riž pa 136.000 ton (76 %).
Sake riž je običajno poliran do veliko višje stopnje kot riž, ki se uporablja kot hrana. Razlog za poliranje je posledica sestave in strukture samega riževega zrna. Sredica riževega zrna je bogata s škrobom, zunanje plasti zrna pa vsebujejo višje koncentracije maščob, vitaminov in beljakovin. Ker bi višja koncentracija maščob in beljakovin v sakeju povzročila neprijeten okus in prispevala h grobim elementom sakeja, se zunanje plasti riževega zrna sakeja zmeljejo v procesu poliranja, pri čemer ostane samo škrobnati del zrna (nekateri varilci sakeja v procesu poliranja odstranijo več kot 60 % riževega zrna). Tisti zaželeni žepek škroba v središču zrna se imenuje šinpaku (心白, しんぱく). Običajno traja dva do tri dni, da se riž polira na manj kot polovico prvotne velikosti. Stranski produkt poliranja riževega prahu se pogosto uporablja za izdelavo riževih krekerjev ali japonskih sladkarij (tj. Dango) in drugih živil.
Če je sake narejen iz riža, pri katerem je večji odstotek lupine in zunanjega dela sredice zbrušen, bo za pripravo tega posebnega sakeja potrebno več riža, proizvodnja pa bo trajala dlje. Tako je sake, narejen iz riža, ki je bil močno brušen, običajno dražji od sakeja, ki je bil narejen iz manj poliranega riža. To ne pomeni vedno, da je sake iz visoko brušenega riža boljše kakovosti kot sake iz manj brušenega riža.
Razmerje poliranja riža, imenovano Seimai-buai ( 精米歩合) (せいまいぶあい), meri stopnjo poliranja riža. Na primer, razmerje poliranja riža 70 % pomeni, da ostane 70 % prvotnega riževega zrna, 30 % pa je bilo zbrušenih.

### Voda
Voda je vključena v skoraj vsak večji proces kuhanja sakeja, od pranja riža do redčenja končnega izdelka pred stekleničenjem. Vsebnost mineralov v vodi je lahko pomembna pri končnem izdelku. Železo se poveže z aminokislino, ki jo proizvaja kōdži, da proizvede neprijeten okus in rumenkasto barvo. Mangan, ko je izpostavljen ultravijolični svetlobi, bo prav tako prispeval k razbarvanju. Nasprotno pa kalij, magnezij in fosforna kislina služijo kot hranila za kvas med fermentacijo in veljajo za zaželene. Kvas bo uporabil ta hranila za hitrejše delovanje in razmnoževanje, kar bo povzročilo pretvorbo več sladkorja v alkohol. Medtem ko bo mehka voda običajno dala slajši sake, je znano, da trda voda z višjo vsebnostjo hranil proizvaja bolj suh sake.
Prva regija, znana po veliki vodi, je bila Nada-Gogō v prefekturi Hjogo. Ugotovljeno je bilo, da določen vodni vir, imenovan Mijamizu, proizvaja visokokakovosten sake in je v regijo privabil številne proizvajalce. Danes ima Hjogo največ proizvajalcev sakeja med vsemi prefekturami.
Običajno varilnice pridobivajo vodo iz vodnjakov, čeprav se lahko uporablja površinska voda. Lahko uporabljajo vodo iz pipe ter filtrirajo in prilagajajo komponente.

### Kōdži-kin
Spore Kōdži-kin (Aspergillus oryzae) so še ena pomembna sestavina sakeja. Kodži-kin je gliva, ki izloča encime. Na Japonskem se kōdži-kin uporablja za izdelavo različnih fermentiranih živil, vključno za miso (pasta iz sojinih zrn) in šoju (sojina omaka). Uporablja se tudi za izdelavo alkoholnih pijač, predvsem sake. Med kuhanjem sakeja se spore kōdži-kin razpršijo po dušenem rižu, da nastane kōdži (riž, v katerem se gojijo spore kōdži-kin). V toplih in vlažnih razmerah spore kōdži-kin vzklijejo in sprostijo encime, imenovane amilaze, ki pretvorijo rižev škrob v glukozo. Ta proces pretvorbe škroba v enostavnejše sladkorje (npr. glukozo ali maltozo) imenujemo saharifikacija. Kvas nato to glukozo s fermentacijo spremeni v alkohol. Do saharifikacije pride tudi pri varjenju piva, kjer se drozganje uporablja za pretvorbo škroba iz ječmena v maltozo. Medtem ko pride do fermentacije po saharizaciji pri varjenju piva, se saharifikacija (prek kōdži-kin) in fermentacija (prek kvasovk) pojavita hkrati pri varjenju sakeja.
Ker je kōdži-kin mikroorganizem, ki se uporablja za proizvodnjo hrane, je treba pri varjenju sakeja in drugih postopkih izdelave hrane upoštevati njegov varnostni profil za ljudi in okolje. Različni zdravstveni organi, vključno z ministrstvom za zdravje Kanade in ZDA Uprava za hrano in zdravila (FDA) meni, da je kōdži-kin (A. oryzae) na splošno varen za uporabo pri fermentaciji hrane, vključno s kuhanjem sakeja. Pri ocenjevanju njegove varnosti je pomembno upoštevati, da A. oryzae nima sposobnosti proizvajati toksinov, za razliko od tesno povezanega Aspergillus flavus. Do danes je bilo več prijavljenih primerov živali (npr. papige, konj), okuženih z A. oryzae. V teh primerih so bile živali, okužene z A. oryzae, že oslabljene zaradi predispozicijskih pogojev, kot so nedavna poškodba, bolezen ali stres, zato so bile na splošno dovzetne za okužbe. Razen teh primerov v znanstveni literaturi ni dokazov, ki bi kazali, da je A. oryzae škodljiv patogen za rastline ali živali. Zato Health Canada meni, da A. oryzae »ni verjetno resna nevarnost za živino ali druge organizme«, vključno z »zdravimi ali oslabelimi ljudmi«. Glede na podatke o njegovi varnosti v znanstveni literaturi in obsežno zgodovino varne uporabe (več sto let) v japonski prehrambeni industriji FDA in Svetovna zdravstvena organizacija (WHO) prav tako podpirata varnost A. oryzae za uporabo v proizvodnji živil. kot sake. V ZDA FDA razvršča A.oryzae med organizme, ki so splošno priznani kot varni (GRAS).

### Fermentacija
Fermentacija sakeja je tristopenjski proces, imenovan sandan šikomi. Prvi korak, imenovan hacuzoe, vključuje poparjen riž, vodo in kōdži-kin, ki se doda kvasnemu starterju, imenovanemu šubo: mešanica poparjenega riža, vode, kodžija in kvasa. Ta mešanica postane znana kot moromi (glavna kaša med fermentacijo sakeja). Visoka vsebnost kvasa v šubu pospešuje fermentacijo moromija. 
Drugi dan ko zmes pustijo stati, se kvasovke razmnožijo.
Drugi korak (tretji dan postopka), imenovan nakazoe, vključuje dodajanje druge serije kōdžija, dušenega riža in vode v mešanico. Četrti dan fermentacije se izvede tretji korak procesa, imenovan tomezoe. Tu se mešanici doda tretja in zadnja serija kōdžija, dušenega riža in vode, da se zaključi postopek v treh korakih.
Postopek fermentacije sakeja je večkratna vzporedna fermentacija, ki je edinstvena za sake. Večkratna vzporedna fermentacija je pretvorba škroba v glukozo, ki ji sledi takojšnja pretvorba v alkohol. Ta postopek razlikuje sake od drugih žganih pijač, kot je pivo, ker poteka v enem samem sodu, medtem ko pri pivu na primer pretvorba škroba v glukozo in pretvorba glukoze v alkohol poteka v ločenih sodih. Razgradnjo škroba v glukozo povzroča gliva kōdži-kin, medtem ko pretvorbo glukoze v alkohol povzročajo kvasovke. Ker je kvas na voljo takoj, ko se proizvede glukoza, je pretvorba glukoze v alkohol pri varjenju sakeja zelo učinkovita. Posledica tega je, da ima sake na splošno višjo vsebnost alkohola kot druge vrste alkoholnih pijač.
Po končanem procesu fermentacije se moromi stisne, da se odstranijo droži, nato pa se pasterizira in filtrira za barvo. Sake se nato shrani v steklenicah v hladnih pogojih.
Celoten postopek izdelave sakeja lahko traja od 60–90 dni (2–3 mesece), medtem ko lahko sama fermentacija traja dva tedna.

### Zorenje
Tako kot druge varjene pijače tudi sakeju koristi obdobje shranjevanja. Za zorenje sakeja je potrebnih devet do dvanajst mesecev. Zorenje povzročajo fizikalni in kemični dejavniki, kot so oskrba s kisikom, široka uporaba zunanje toplote, dušikovi oksidi, aldehidi in aminokisline, med drugimi neznanimi dejavniki.

### Tōdži
Tōdži (杜氏) je delovno mesto proizvajalca sakeja, poimenovano po Du Kangu. To je zelo spoštovano delo v japonski družbi, tōdži pa veljajo za glasbenike ali slikarje. Naziv tōdži se je v zgodovini prenašal z očeta na sina. Danes so novi tōdži bodisi veterani delavcev bodisi se usposabljajo na univerzah. Medtem ko sodobne varilnice s hladilnimi rezervoarji delujejo vse leto, je večina staromodnih varilnic sakeja sezonskih in deluje le v hladnih zimskih mesecih. Poleti in jeseni večina tōdžijev dela drugje, običajno na kmetijah, le občasno se vračajo v varilnico, da nadzorujejo pogoje skladiščenja ali polnjenje.

## Različice

### Posebna oznaka sakeja
Obstajata dve osnovni vrsti sakeja: Fucū-šu (普通酒, navaden sake) in Tokutei meišō-šu (特定名称酒, posebna oznaka sake). Fucū-šu je enakovreden namiznemu vinu in predstavlja večino proizvedenega sakeja. Tokutei meišō-šu se nanaša na vrhunski sake, ki se razlikuje po stopnji poliranosti riža in dodanem odstotku vretega alkohola ali odsotnosti takih dodatkov. Obstaja osem vrst posebnega sakeja.
Štiri glavne stopnje sakeja so džunmai, hondžozo, gindžo in daigindžo. Na splošno je džunmai (純米) izraz, ki se uporablja za sake, ki je narejen iz čistega riževega vina brez dodatnega alkohola. Spodnji seznam ima najvišjo kakovost na vrhu:
| Posebna oznaka                                                      | Sestavine                            | Razmerje poliranja riža (odstotek preostalega riža)    | Odstotek riža Kōdži |
| ------------------------------------------------------------------- | ------------------------------------ | ------------------------------------------------------ | ------------------- |
| Džunmai Daigindžō-šu (純米大吟醸酒, Čisti riž, zelo poseben zvarek) | Riž, Kōdži riž                       | 50 % ali manj                                          | Vsaj 15%            |
| Daigindžō-šu (大吟醸酒, Zelo peseben zverek)                        | Riž, Kōdži rož, destilirani alkohol* | 50% ali manj                                           | Vsaj 15%            |
| Džunmai Gindžō-šu (純米吟醸酒, Čisti riž, posebni zvarek)           | Riž, Kōdži riž                       | 60% ali manj                                           | Vsaj 15%            |
| Gindžō-šu (吟醸酒, Posebni zvarek)                                  | Riž, Kōdži riž, destilirani alkohol* | 60% ali manj                                           | Vsaj 15%            |
| Tokubecu Džunmai-šu (特別純米酒, Posebno čist riž)                  | Riž, Kōdži riž                       | 60% ali manj ali proizvedeno s posebno metodo varjenja | Vsaj 15%            |
| Tokubecu Hondžōzō-šu (特別本醸造酒, Poseben pristni zvarek)         | Riž, Kōdži riž, destilirani alkohol* | 70% ali manj ali proizvedeno s posebno metodo varjenja | Vsaj 15%            |
| Džunmai-šu (純米酒, Čisti riž)                                      | Riž, Kōdži riž                       | Predpisi ne določajo razmerja poliranja riža           | Vsaj 15%            |
| Hondžōzō-šu (本醸造酒, Pristen zvarek)                              | Riž, Kōdži riž, destilirani alkohol* | 70% ali manj                                           | Vsaj 15%            |

Opomba: *(Teža dodanega alkohola mora biti manjša od 10 % teže riža (po poliranju), uporabljenega v procesu varjenja.)

### Načini priprave kaše
- Kimoto (生酛) je tradicionalna ortodoksna metoda za pripravo začetne kaše, ki vključuje naporen postopek uporabe palic za mešanje v pasto, znano kot jama-oroši. Ta metoda je bila standard 300 let, danes pa je redka.
- Jamahai (山廃) je poenostavljena različica metode kimoto, uvedena v zgodnjih 1900-ih. Jamahai preskoči korak priprave paste iz začetne kaše. Ta korak metode kimoto znan kot jama-oroši, polno ime za jamahai pa je jama-oroši haiši (山卸廃止), kar pomeni »prekinitev jama-oroši«. Čeprav je bila metoda prvotno razvita za pospešitev proizvodnega časa v primerjavi z metodo kimoto, je počasnejša od sodobne metode in se zdaj uporablja samo v posebnih zvarkih zaradi zemeljskih okusov, ki jih proizvaja.
- Sokudžō (速醸), »hitra fermentacija«, je sodobna metoda priprave kaše. Mlečna kislina, proizvedena naravno v dveh počasnejših tradicionalnih metodah, je dodana starterju za zaviranje neželenih bakterij. Sokudžō sake ima blažji okus kot kimoto ali jamahai.

### Različno ravnanje po fermentaciji
- Namazake (生酒) je sake, ki ni bil pasteriziran. Zahteva shranjevanje v hladilniku in ima krajši rok trajanja kot pasteriziran sake.
- Genšu (原酒) je nerazredčen sake. Večino sakeja po kuhanju razredčimo z vodo, da znižamo vsebnost alkohola z 18–20 % na 14–16 %, genšu pa ne.
- Muroka (無濾過) pomeni nefiltriran. Nanaša se na sake, ki ni bil filtriran z ogljem, ampak je bil stisnjen in ločen od usedlin, zato je bister, ne moten. Ogljikova filtracija lahko odstrani zaželene okuse in vonjave, pa tudi slabe, zato ima muroka sake močnejše okuse kot filtrirane sorte.
- Nigorizake (濁り酒) je moten sake. Sake precedimo skozi ohlapno mrežico, da ga ločimo od kaše. Nato se ne filtrira in v steklenici je veliko riževe usedline. Pred serviranjem steklenico pretresemo, da se usedlina premeša in sake postane bel ali moten.
- Seišu (清酒), prozoren/čist sake, je japonska pravna definicija sakeja in se nanaša na sake, v katerem so bile trdne snovi odcejene, tako da ostane bistra tekočina. Tako nigorizake in doburoku (glej spodaj) nista seišu in zato po japonski zakonodaji dejansko nista sake. Nigorizake lahko prejme status seišu, če ga odcedite in nato ponovno vstavite droži.
- Košu (古酒) je staran sake. Večina sakeja se ne stara dobro, toda ta posebej izdelana vrsta se lahko stara desetletja, porumeni in pridobi okus po medu.
- Taruzake (樽酒) je sake, staran v lesenih sodih ali ustekleničen v lesenih posodah. Uporabljen je les Cryptomeria (杉, sugi), ki je znan tudi kot japonska kriptomerija. Sodi sakeja se pogosto obredno točijo ob odprtju stavb, podjetij, zabav itd. Ker daje les močan okus, se vrhunski sake redko uporablja za to vrsto.
- Šiboritate (搾立て), sveže stisnjen, se nanaša na sake, ki je bil odpremljen brez tradicionalnega šestmesečnega obdobja staranja/zorenja. Rezultat je običajno bolj kisel, »bolj zelen« sake.
- Fukurozuri (袋吊り) je metoda ločevanja sakeja od usedlin brez zunanjega pritiska tako, da se mezga obesi v vrečke in pusti, da tekočina odteče pod lastno težo. Tako pridelan sake se včasih imenuje šizukuzake (雫酒), kar pomeni »sake po kapljanju«.
- Tobingakoi (斗瓶囲い) je sake, stisnjen v 18-litrske steklenice (tobin), pri čemer varilec izbere najboljši sake iz serije za pošiljanje.

### Drugo
- Amazake (甘酒) je tradicionalna sladka japonska pijača z nizko vsebnostjo alkohola iz fermentiranega riža.
- Doburoku (濁酒) je klasična domača vrsta sakeja (čeprav je domače varenje na Japonskem nezakonito). Ustvarijo ga tako, da kuhanemu rižu in vodi preprosto dodajo plesen kōdži in pustijo, da mešanica fermentira. Nastali sake je nekoliko podoben bolj debeli različici nigorizake.
- Džizake (地酒) je lokalno zvarjen sake, enakovreden pivu iz mikro pivovarne.
- Kurošu (黒酒) je sake iz nebrušenega riža (tj. rjavega riža) in je bolj podoben huangdžiuju.
- Teiseihaku-šu (低精白酒) je sake z namerno visokim razmerjem poliranja riža. Na splošno velja, da nižje kot je razmerje poliranja riža (odstotek teže po poliranju), boljši je potencial sakeja. Približno leta 2005 so teiseihaku-šu proizvajali kot posebnost sakeja, narejenega z visokim razmerjem poliranja riža, običajno okoli 80 %, za proizvodnjo sakeja z značilnim okusom samega riža.
- Akaisake (赤い酒), dobesedno »rdeči sake«, se proizvaja z uporabo rdečega kvasnega riža kōdži Monascus purpureus (紅麹, benikōdži), ki daje sakeju rožnat videz, podoben rosé vinu.[26]

Nekateri drugi izrazi, ki se običajno uporabljajo v zvezi s sakejem:
- Nihonšu-do (日本酒度), imenovan tudi vrednost merilnika sake ali SMV.

{\displaystyle {\text{SMV}}=\left(\left|{\frac {1}{\text{specific gravity}}}\right|-1\right)\times 1443}
Specifična teža se meri na tehtnici, ki tehta enako količino vode pri 4 °C in sakeja pri 15 °C. Slajši kot je sake, nižja je številka (ali bolj negativna) in bolj suh je sake, višja je številka. Ko je bil SMV prvič uporabljen, je bila 0 označena kot točka med sladkim in suhim sakejem. Zdaj +3 velja za nevtralno.
- Seimai-buai (精米歩合) je razmerje poliranja riža (ali stopnja mletja), odstotek teže, ki ostane po poliranju. Na splošno nižje kot je število, večja je zapletenost sakeja. Manjši odstotek običajno povzroči bolj saden in bolj zapleten sake, medtem ko bo višji odstotek bolj podoben okusu riža.
- Kasu (粕) so stisnjene droži sake, trdne snovi, ki ostanejo po stiskanju in filtriranju. Uporabljajo se za pripravo kislih kumaric, krme za živino in shōchūja ter kot sestavina jedi, kot je juha kasu.

## Okus in aroma
Etiketa na steklenici sakeja grobo nakazuje njegov okus. Izrazi na etiketi lahko vključujejo nihonšu-do (日本酒度), san-do (酸度) in aminosan-do (アミノ酸度).
Nihonšu-do (日本酒度) ali vrednost SMV se izračuna iz specifične teže sakeja in označuje vsebnost sladkorja in alkohola v sakeju v poljubnem merilu. Običajne vrednosti so med −3 (sladko) in +10 (suho), kar je enakovredno specifični teži med 1,007 in 0,998, čeprav lahko največji obseg Nihonšu-doja preseže to. Nihonšu-do je treba upoštevati skupaj s San-dojem, da se določi splošno dojemanje lastnosti suhosti-sladkosti, bogastva-lahkosti sakeja (na primer, višja stopnja kislosti lahko naredi sladek sake bolj suh, kot je v resnici).
San-do (酸度) označuje koncentracijo kisline, ki jo določimo s titracijo z raztopino natrijevega hidroksida. To število je enako mililitrom titranta, potrebnega za nevtralizacijo kisline v 10 ml (0,35 imp fl oz; 0,34 US fl oz) sakeja.
Aminosan-do (アミノ酸度) označuje okus umamija ali pikantnosti. Ko se delež aminokislin poveča, je sake bolj pikantnega okusa. To število se določi s titracijo sakeja z mešanico raztopine natrijevega hidroksida in formaldehida in je enako mililitrom titranta, potrebnega za nevtralizacijo aminokislin v 10 ml sakeja.
Sake ima lahko številne arome, kot so sadje, rože, zelišča in začimbe. Mnoge vrste sakeja imajo note jabolka iz etil kaproata in banane iz izoamil acetata, zlasti gindžōšu (吟醸酒).

## Serviranje sakeja
Na Japonskem sake postrežejo ohlajenega (reishu (冷酒)), pri sobni temperaturi (džōon (常温)) ali pogretega (acukan 熱燗), odvisno od preference pivca, lastnosti sakeja in sezone. Običajno je pekoči sake zimska pijača, visoko kakovostnega sakeja pa običajno ne pijemo vročega, ker se lahko izgubijo okusi in arome. Večino manj kakovostnega sakeja postrežemo vročega, ker je to tradicionalno in je pogosto tako boljšega okusa, ne pa zato, da bi prikrili pomanjkljivosti. Obstajajo stopinje temperature za hlajenje in segrevanje, približno vsakih 5 °C, z vročim sakejem, ki ga običajno postrežemo okoli 50 °C in ohlajenim sakejem okoli 10 °C, kot belo vino. Vroč sake, ki se je ohladil (kanzamaši 燗冷まし), lahko ponovno pogrejete.
Sake se tradicionalno pije iz majhnih skodelic, imenovanih čoko ali o-čoko (お猪口), in se vlije iz keramičnih bučk, imenovanih tokuri. To je zelo običajno pri vročem sakeju, kjer se bučka segreje v vroči vodi in majhne skodelice zagotavljajo, da se sake v skodelici ne ohladi, lahko pa se uporablja tudi za ohlajen sake. Tradicionalno si pijače, ki je znana kot tejaku (手酌), ne točijo sami, ampak namesto tega člani družbe točijo drug drugemu, kar je znano kot šaku (酌). To se je v zadnjih letih sprostilo, vendar se na splošno opaža ob bolj formalnih priložnostih, kot so poslovni obroki, in še vedno pogosto velja za prvo pijačo.
Druga tradicionalna skodelica je masu, škatla, običajno izdelana iz hinokija ali sugija, ki se je prvotno uporabljala za merjenje riža. Masu vsebuje natanko en gō, 180,4 ml, zato sake postrežemo tako, da masu napolnimo do roba; to se naredi za ohlajeno ali sobno temperaturo. V nekaterih japonskih restavracijah lahko strežnik v znak radodarnosti postavi kozarec v masu ali masu postavi na krožnik in toči, dokler se sake ne prelije in napolni obe posodi.
Sake tradicionalno postrežejo v enotah go, kar je še vedno običajno, včasih pa so na voljo tudi druge velikosti.
Uporabljajo se tudi krožničkom podobne skodelice, imenovane sakazuki, najpogosteje na porokah in drugih obrednih priložnostih, kot je začetek leta ali na začetku obroka kaiseki. V poceni barih sake pogosto postrežejo sobne temperature v steklenih kozarcih in ga imenujejo koppu-zake (コップ酒). V modernejših restavracijah se uporabljajo tudi kozarci za vino, v zadnjem času pa so prišli v uporabo tudi kozarci z nogami, izdelani posebej za premium sake.
Tradicionalno se sake segreje tik pred serviranjem, danes pa lahko restavracije kupijo sake v škatlah, ki jih je mogoče segreti v specializirani napravi za točenje vročega sakeja, kar omogoča takojšnjo postrežbo vročega sakeja, čeprav je to škodljivo za okus. Poleg tradicionalnega tokkurija obstajajo tudi različne naprave za segrevanje sakeja in ohranjanje toplega.
Poleg tega, da se sake postreže sam, se lahko uporablja v mešanici za koktajle, kot so tamagozake, saketini ali nogasake.  Zunaj Japonske je sake bomba, katere izvor ni jasen, postala priljubljena pijača v barih in klubih za karaoke z azijsko temo.
Japonsko združenje sake spodbuja ljudi, naj vmes za svoje zdravje pijejo vodo, voda pa se imenuje Javaragi-mizu.

## Sezonskost
Tradicionalno so sake kuhali le pozimi. Čeprav ga je zdaj mogoče kuhati vse leto, je sake še vedno povezan s sezonskostjo, zlasti s sakejem domače obrti. Najvidnejši simbol tega je sugitama (杉玉), krogla iz cedrovih listov, ki se tradicionalno obesi pred varilnico, ko se vari novi sake. Listi so na začetku zeleni, vendar sčasoma postanejo rjavi, kar odraža zorenje sakeja. Te so zdaj obešene pred številnimi restavracijami, kjer strežejo sake. Novoletni sake se imenuje šinšu 新酒 (novi sake) in ko ga prvič izdajo pozno pozimi ali zgodaj spomladi, imajo številni varilci praznovanje, znano kot kurabiraki 蔵開き (odprtje skladišča). Tradicionalno je bilo sake najbolje prevažati v hladni pomladi, da bi se izognili kvarjenju v poletni vročini, s sekundarnim prevozom jeseni, ko se je vreme ohladilo, znan kot hijaoroši 冷卸し (hladna veleprodaja) – ta jesenski sake je zorel čez poletje.
Tradicionalno ni pojma o letniku sakeja – običajno se ga pije v enem letu, in če se stara, se od leta do leta bistveno ne razlikuje. Danes nekatere varilnice zaradi vpliva vinskih letnikov sake, namenjen staranju, označujejo z letnikom, a je to sicer redko.

## Shranjevanje
Sake se prodaja v prostorninskih enotah, ki so deljive s 180 ml (en go), tradicionalna japonska enota za velikost skodelice. Sake se tradicionalno prodaja v skodelici velikosti gō ali v bučki velikosti 1,8 l (en šō ali deset gō) (imenovani isšōbin ali »steklenica z eno šō mero«). ). Današnji sake se pogosto prodaja tudi v 720 ml steklenicah, ki so deljive na štiri gō. Upoštevajte, da je to skoraj enako standardu 750 ml za vinske steklenice, ki je razdeljen na štiri četrtine steklenic (187 ml). Zlasti v trgovinah se lahko sake (običajno poceni kakovosti) prodaja v majhni 360 ml steklenički ali v eni porciji 180 ml kozarec s pokrovom (カップ酒 kappu-zake).
Na splošno je najbolje, da se sake hrani v hladilniku v hladnem ali temnem prostoru, saj ga dolgotrajna izpostavljenost vročini ali neposredni svetlobi pokvari. Sake, shranjen pri sorazmerno visoki temperaturi, lahko privede do tvorbe diketopiperazina, ciklo (Pro-Leu), zaradi katerega je grenak, ko se stara. Sake ima visoko mikrobiološko stabilnost zaradi visoke vsebnosti etanola, vendar so se pojavili primeri kvarjenja. Eden od mikroorganizmov, vpletenih v to kvarjenje, so mlečnokislinske bakterije (LAB), ki so postale tolerantne na etanol in se imenujejo hioči-bakterije. Sake stored at room temperature is best consumed within a few months after purchase. Sake, shranjen pri sobni temperaturi, je najbolje porabiti v nekaj mesecih po nakupu.
Po odprtju steklenice sakeja je najbolje, da se ga porabi v dveh do treh urah. Sake se lahko hrani v hladilniku, vendar je priporočljivo, da se ga porabi v dveh dneh. Ko premium sake odpremo, začne oksidirati, kar vpliva na okus. Če bo sake v hladilniku več kot tri dni, bo izgubil svoj "najboljši" okus. To ne pomeni, da ga je treba zavreči, če ni zaužit. Na splošno se sake lahko zelo dobro obdrži in ima dober okus po tednih v hladilniku. Kako dolgo bo sake ostal piten, je odvisno od kakovosti izdelka in od tega, ali je zaprt z vakuumsko prevleko za zmanjšanje oksidacije.

## Obredna uporaba
Sake se pogosto uživa kot del šintoističnih očiščevalnih ritualov. Sake, postrežen bogovom kot daritev pred pitjem, se imenuje o-miki (御神酒) ali miki (神酒).
V obredu, imenovanem kagami biraki, lesene sode sakeja odpirajo s kladivi med šintoističnimi festivali, porokami, odprtji trgovin, športnimi in volilnimi zmagami ter drugimi praznovanji. Ta sake, imenovan ivai-zake ('praznični sake'), se brezplačno postreže vsem za širjenje sreče.
Ob novem letu mnogi Japonci pijejo poseben sake, imenovan toso. Toso je nekakšen ivai-zake, narejen tako, da se tososan, kitajsko zdravilo v prahu, čez noč namoči v sake. Tudi otroci srkajo porcijo. V nekaterih regijah prve požirke toso naredijo po starosti, od najmlajšega do najstarejšega.
- Shochikubai Komodaru (sod iz slamnikov) sakeja pred kagami birakijem
- Okrasne posode za sake v trgovini Nakatsugawa

## Dogodki
1. oktober je uradni »dan sakeja« (日本酒の日, Nihonšu no Hi) na Japonskem. Imenuje se tudi »svetovni dan sakeja«. Japonsko združenje proizvajalcev sakeja in šočuja ga je označilo leta 1978.